# Старый Черек
Ста́рый Чере́к (кабард.-черк. Докъушыкъуей) — село в Урванском районе Кабардино-Балкарской Республики.
Образует муниципальное образование «сельское поселение Старый Черек», как единственный населённый пункт в его составе.

## География

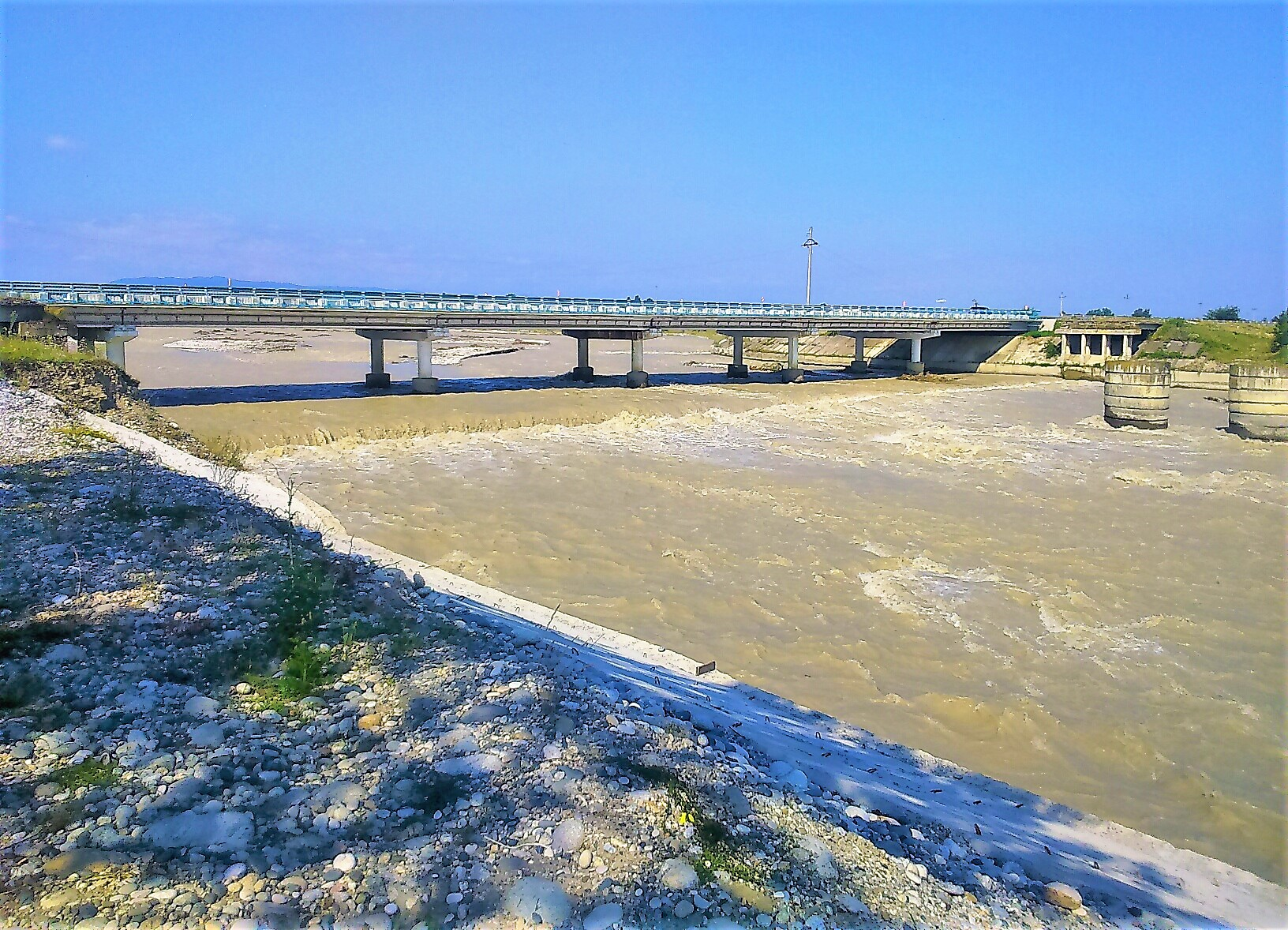
Мост перед въездом в село

Селение расположено в восточной части Урванского района, на правом берегу реки Черек. Находится в 9 км к юго-востоку от районного центра — Нарткала и в 20 км к востоку от города Нальчик.
Через село проходит дорога федерального значения — федеральная автотрасса Р 217 «Кавказ»
Площадь территории сельского поселения составляет — 54,31 км2. Из них сельскохозяйственные угодья занимают — 42,72 км2 (78,7 %). Протяжённость населённого пункта с запада на восток составляет около 2 км, с севера на юг — 5,5 км.
Граничит с землями населённых пунктов: Псыгансу на юге, Урвань на западе, Нижний Черек на севере и Аргудан на востоке. Также на юго-востоке, земли сельского поселения смыкаются с территориями Государственного Лесного Фонда (Гослесфонд).
Населённый пункт находится в предгорной зоне республики. Средние высоты на территории села составляют 404 метра над уровнем моря. Показатели высот на территории сельского поселения падают с отметок в 440 метров на юге до 330 метров на севере. Рельеф местности в основном представляет собой предгорные наклонно-волнистые равнины. Селение расположено на Черекском кряже, тянущемся вдоль правого берега реки Черек, и относительные высоты которого колеблется от 8 до 12 метров. Также на территории сельского поселения имеются множество курганных и холмистых возвышенностей. К западу от села расположено урочище «Ныджэ».
Гидрографическая сеть представлена в основном рекой Черек. К востоку от села протекает протока реки Псыгансу — Ахсира. К западу от села, на левом берегу реки Черек расположена группа озёр, часть из которых являются заполненными грунтовыми водами карьерами. Наиболее крупными из них являются озёра — Первое, Второе, Третье и Инаипс. Также имеются выходы различных родниковых источников. Местность высоко обеспечено водой.
В районе сельского поселения преимущественно представлены плодородные почвы с карбонатными чернозёмами. В пойме реки Черек преобладают аллювиальные почвы на легкосуглинистых рыхлых породах.
Старый Черек находится в зоне влажного умеренного климата (Dfb согласно классификации климата Кёппена). Лето тёплое, со средними температурами июля +22°С. Зима короткая и прохладная, со средними температурами января около -2,5°С. Зимой часты оттепели, и даже в январе температуры могут подниматься до +10...+15°С. Среднегодовое количество осадков составляет — около 700 мм. Основное количество осадков выпадает в период с мая по июль. Из-за расположения села на возвышенной части долины реки Черек, весной и осенью часты густые туманы. Основные ветры — восточные и северо-западные.
| Показатель                    | Янв. | Фев. | Март | Апр. | Май  | Июнь | Июль | Авг. | Сен. | Окт. | Нояб. | Дек. | Год  |
| ----------------------------- | ---- | ---- | ---- | ---- | ---- | ---- | ---- | ---- | ---- | ---- | ----- | ---- | ---- |
| Средний суточный максимум, °C | 1,6  | 2,8  | 7,6  | 16,0 | 21,7 | 25,4 | 27,7 | 27,4 | 22,4 | 15,9 | 8,8   | 4,0  | 15,1 |
| Средняя температура, °C       | −2,4 | −1,5 | 3,0  | 10,0 | 15,7 | 19,3 | 21,9 | 21,4 | 16,5 | 10,5 | 4,6   | 0,0  | 9,9  |
| Средний суточный минимум, °C  | −6,4 | −5,8 | −1,5 | 4,0  | 9,7  | 13,3 | 16,1 | 15,5 | 10,6 | 5,2  | 0,4   | −4   | 4,8  |
| Норма осадков, мм             | 35   | 35   | 41   | 60   | 83   | 100  | 80   | 70   | 57   | 51   | 46    | 45   | 703  |

## История

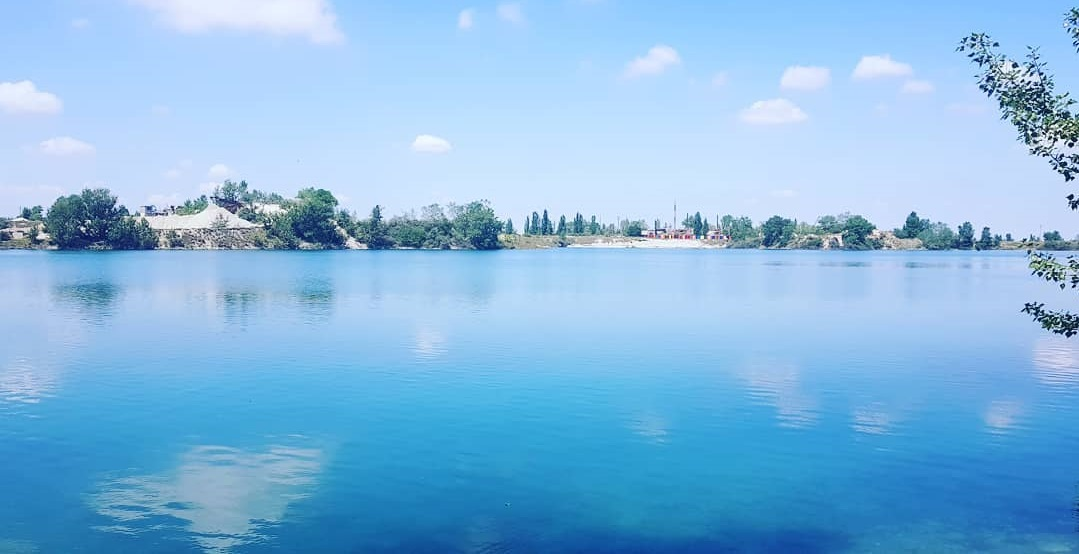
Вид на Первое Старо-Черекское озеро

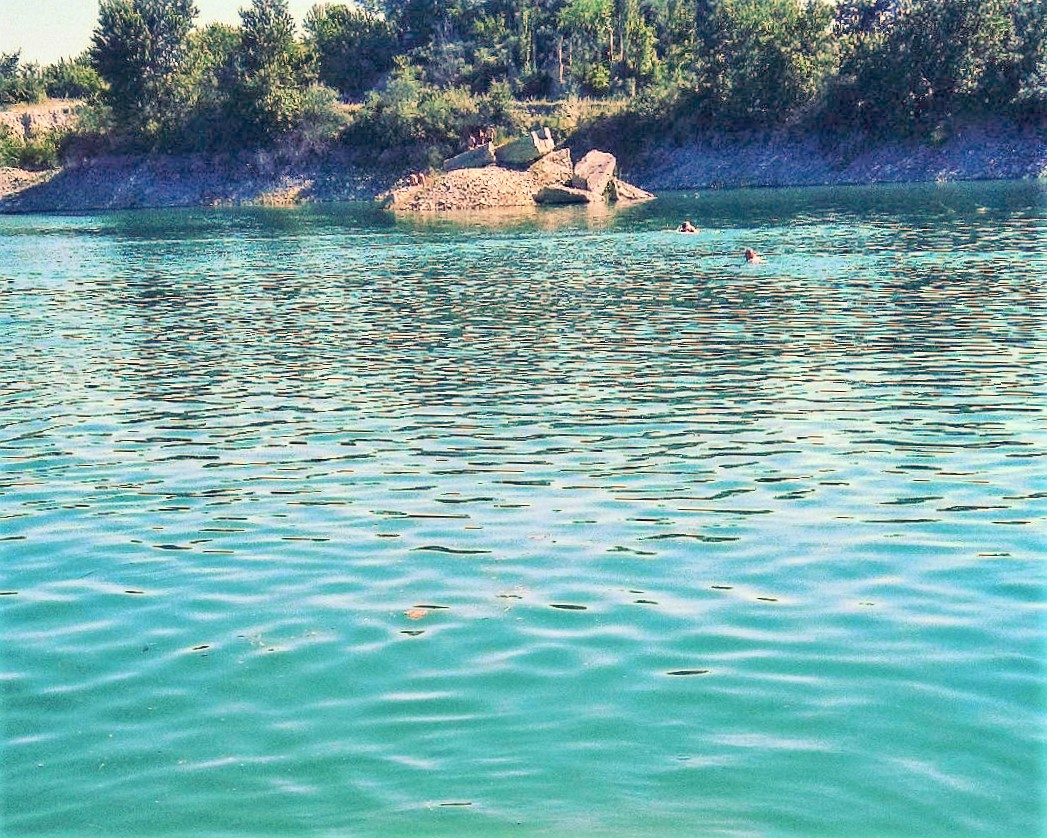
Второе Старо-Черекское озеро

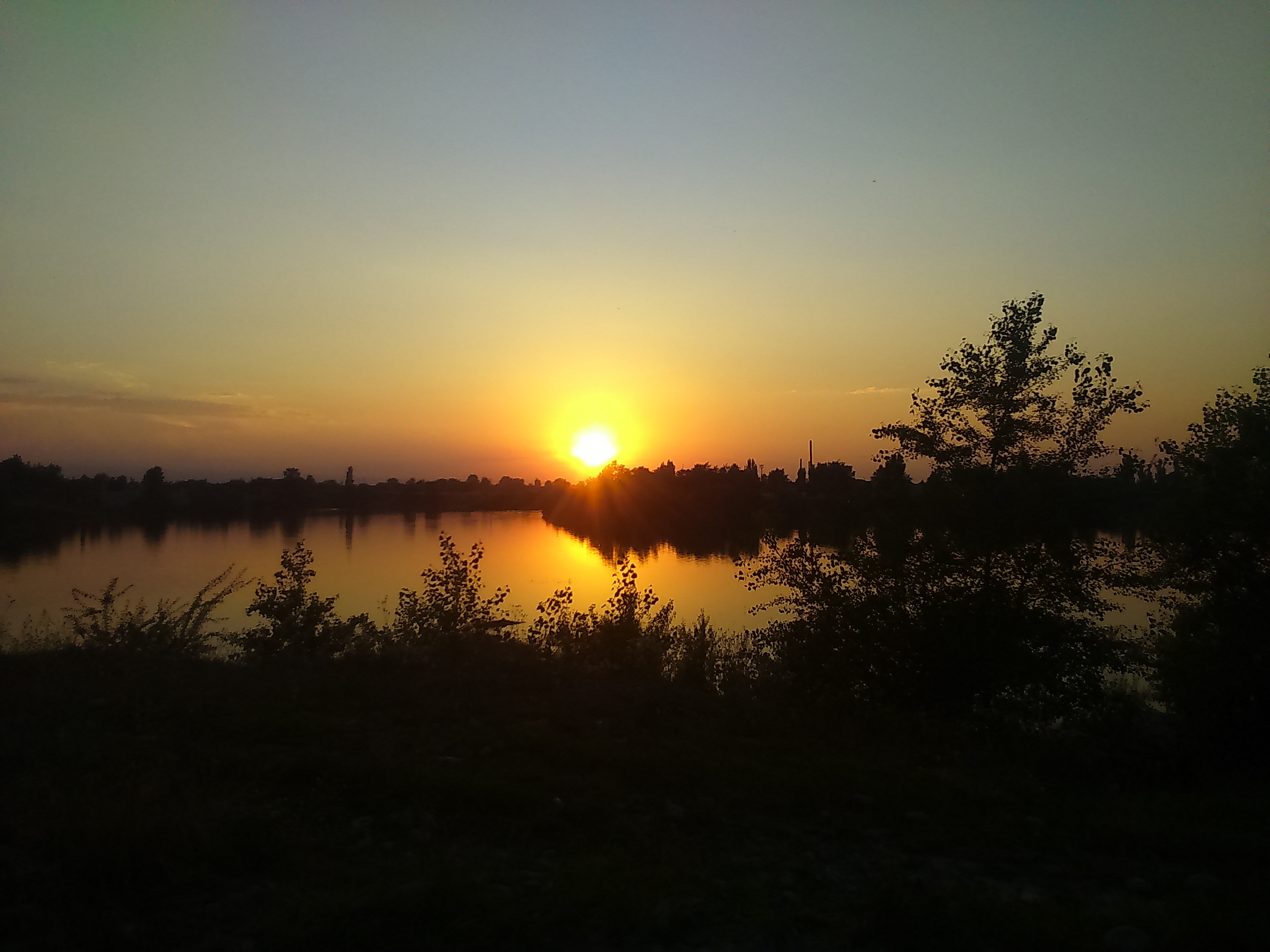
Закат над одним из озёр

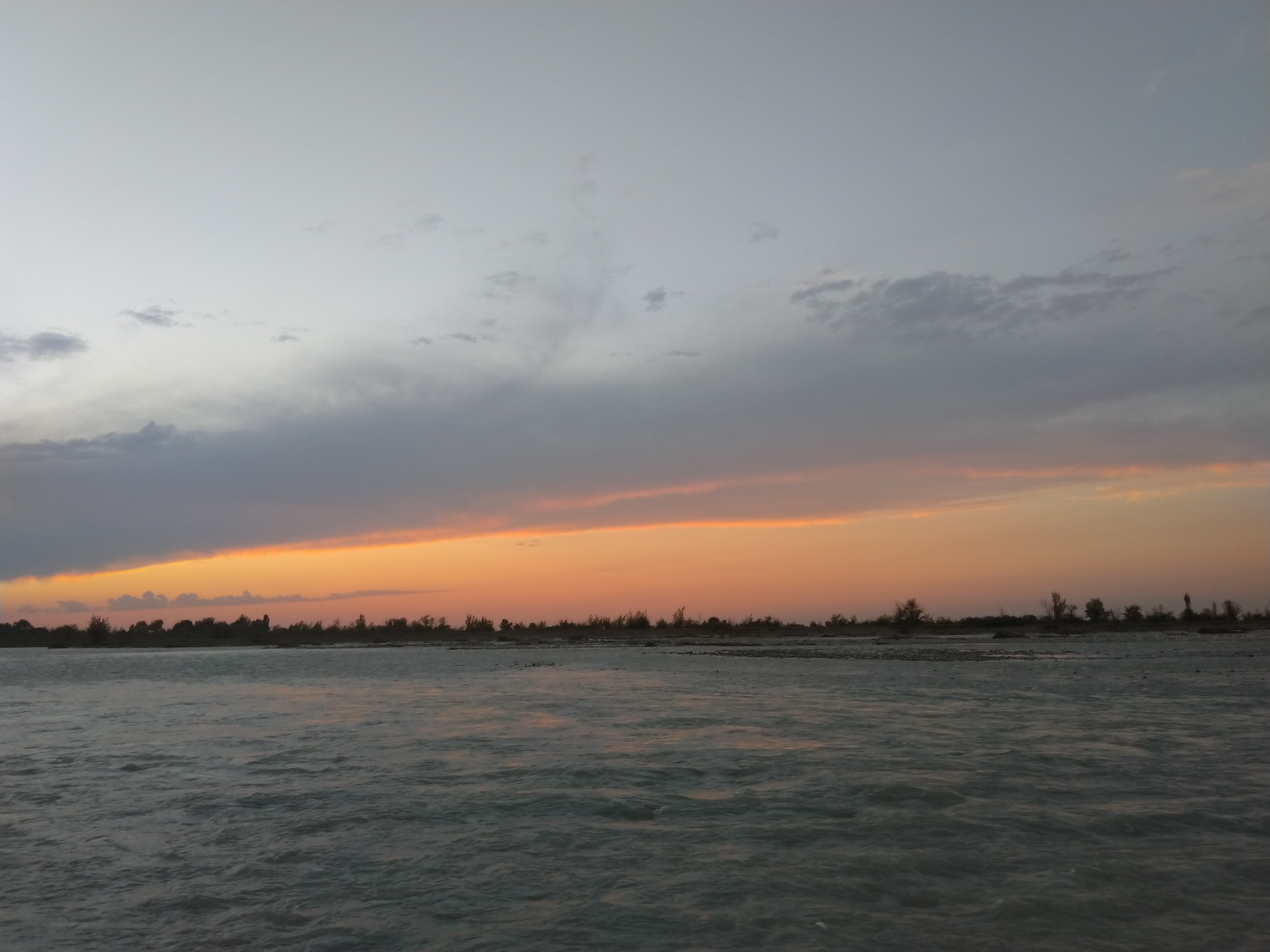
Вид на лес «Ныджэ», со стороны реки Черек

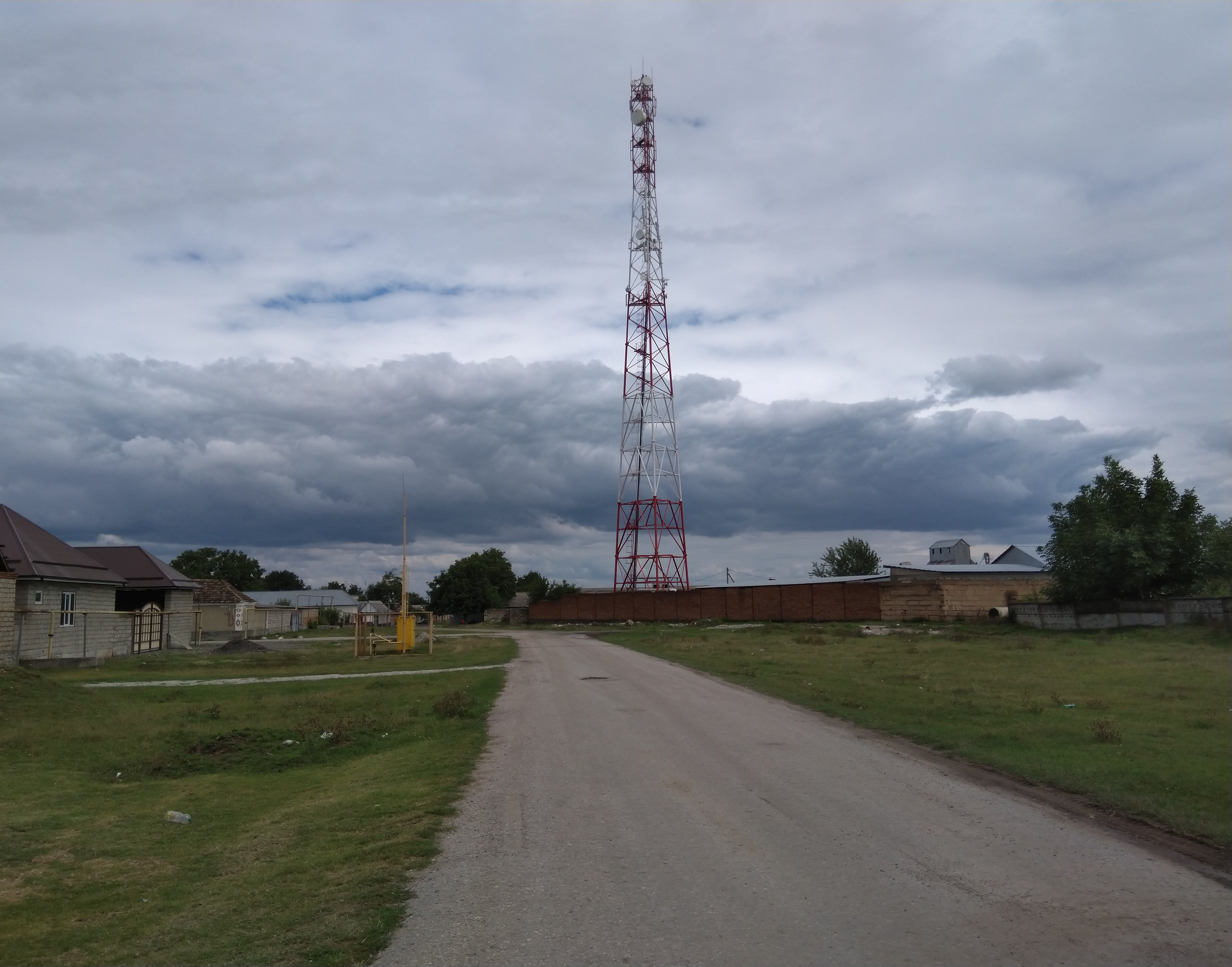
В микрорайоне Баз

Точная дата образования села неизвестно, однако по имеющимся архивным данным, первые упоминания об аулах Докшукиных датируются 1640 годом. Этот год формально и считается датой основания села. Основателями села являлись кабардинские князья Докшукины, родовое гнездо которых в последующем и располагалось в ауле. 
В честь своих основателей село получило своё историческое название — Докшукино (кабард.-черк. Докъушыкъуей), в некоторых данных встречается также как Докшоково или Дохшоково.
Первоначально аул Докшукино располагался в долине реки Черек, но из-за частых разливов реки, аул часто затоплялось. Вследствие этого, население аула постепенно переселилось на возвышенность Черекского кряжа. 
Как и в других аулах Кабарды, численность населения Докшукино резко сократилось в ходе Кавказской войны и вызванным после его окончания масштабным мухаджирством.
В 1865 году в ходе Земельной реформы Кабарды и программы по укрупнению кабардинских аулов, к аулу Докшукино был присоединён близлежащий аул Таово (кабард.-черк. Тауэ хьэблэ).
В 1920 году с окончательным установлением советской власти в Кабарде, решением ревкома Нальчикского округа, Докшукино как и другие кабардинские поселения было переименовано, из-за присутствия в их названиях княжеских и дворянских фамилий. Решение было исполнено приговором общественного схода граждан села Докшоково 3 участка Нальчикского округа Терской области №279 «О переименовании селения в Старый Черек» от 16 мая 1920 года (УЦГА АС КБР, Ф. Р-201, оп.1. д.42, лл.13-14), принятый на основании предписания Нальчикского Окружного революционного комитета от 3 мая того же года за № 1251, относительно переименования селений, носящих названия по фамилии своих князей и дворян. Однако прежнее название села продолжают использовать в кабардинской среде.
Сельский Народный Совет при селе Докшукино был образован в 1920 году и в том же году был переименован в Старочерекский сельсовет.
До 1944 года Старый Черек являлся административным центром Урванского района, который затем был перенесён в посёлок Докшукино.
В 1960 году у северной окраины села был основан новый квартал — микрорайон «Плодопитомник», на базе одноимённого совхоза.
В 1991 году Старочерекский сельсовет был реорганизован и преобразован в Старочерекскую сельскую администрацию. В 2005 году Старочерекская сельская администрация была преобразована в муниципальное образование, со статусом сельского поселения.

## Население
| 1979  | 2002  | 2010  | 2012  | 2013  | 2014  | 2015  |
| ----- | ----- | ----- | ----- | ----- | ----- | ----- |
| 4999  | ↗6507 | ↘6203 | ↗6314 | ↗6423 | ↗6521 | ↗6593 |
| 2016  | 2017  | 2018  | 2019  | 2020  | 2021  | 2023  |
| ↗6631 | ↗6735 | ↗6795 | ↗6867 | ↗6898 | ↘6738 | ↗6770 |
| 2024  | 2025  |       |       |       |       |       |
| ↗6771 | ↗6814 |       |       |       |       |       |

Плотность — 125.46  чел./км2.
Национальный состав
По данным Всероссийской переписи населения 2010 года:
| Народ      | Численность, чел. | Доля от всего населения, % |
| ---------- | ----------------- | -------------------------- |
| кабардинцы | 6 145             | 99,1 %                     |
| другие     | 58                | 0,9 %                      |
| всего      | 6 203             | 100 %                      |

По данным Всероссийской переписи 2021 года:
| Народ               | Численность, чел. | Доля от всего населения, % |
| ------------------- | ----------------- | -------------------------- |
| кабардинцы          | 6 500             | 94,46 %                    |
| черкесы             | 123               | 1,82 %                     |
| другие / не указано | 115               | 1,70 %                     |
| всего               | 6 738             | 100,0 %                    |

Поло-возрастной состав
По данным Всероссийской переписи населения 2010 года:
| Возраст     | Мужчины, чел. | Женщины, чел. | Общая численность, чел. | Доля от всего населения, % |
| ----------- | ------------- | ------------- | ----------------------- | -------------------------- |
| 0 — 14 лет  | 655           | 635           | 1 290                   | 20,8 %                     |
| 15 — 59 лет | 2 135         | 2 077         | 4 212                   | 67,9 %                     |
| от 60 лет   | 259           | 442           | 701                     | 11,3 %                     |
| Всего       | 3 049         | 3 154         | 6 203                   | 100,0 %                    |

Мужчины — 3 049 чел. (49,2 %). Женщины — 3 154 чел. (50,8 %).
Средний возраст населения — 32,8 лет. Медианный возраст населения — 28,9 лет.
Средний возраст мужчин — 31,3 лет. Медианный возраст мужчин — 28,2 лет.
Средний возраст женщин — 34,2 лет. Медианный возраст женщин — 30,1 лет.

## Местное самоуправление
Администрация сельского поселения Старый Черек — село Старый Черек, ул. Ленина, 129.
Структуру органов местного самоуправления сельского поселения составляют:
- Исполнительно-распорядительный орган — Местная администрация сельского поселения Старый Черек. Состоит из 7 человек.  
  - Глава администрации сельского поселения — Камбиев Астемир Аминович (с 22 декабря 2022 года).
- Представительный орган — Совет местного самоуправления сельского поселения Старый Черек. Состоит из 15 депутатов, избираемых на 5 лет. 
  - Председатель Совета местного самоуправления сельского поселения — Камбиев Астемир Аминович.

## Образование
- ГБПОУ Кабардино-Балкарский агропромышленный колледж им. Б.Г. Хамдохова — ул. Куашева, 3[23].
- МКОУ Средняя общеобразовательная школа № 1 им. Х.Т. Иванова — ул. Ленина, 134.
- МКОУ Средняя общеобразовательная школа № 2 — ул. Куашева, 23.
- МКОУ Средняя общеобразовательная школа № 3 — ул. Ленина, 234.
- Начальная школа Детский сад № 18 «Знайка» — ул. Куашева, 3А.
- Начальная школа Детский сад № 19 «Дади» — ул. Ленина, 240.
- Начальная школа Детский сад № 20 «Дыгъэшыр» — ул. Ленина, 126.

## Здравоохранение
- Участковая больница — ул. Советская, 11.
- Стационарный участок

## Ислам
В селе функционируют две мечети: 

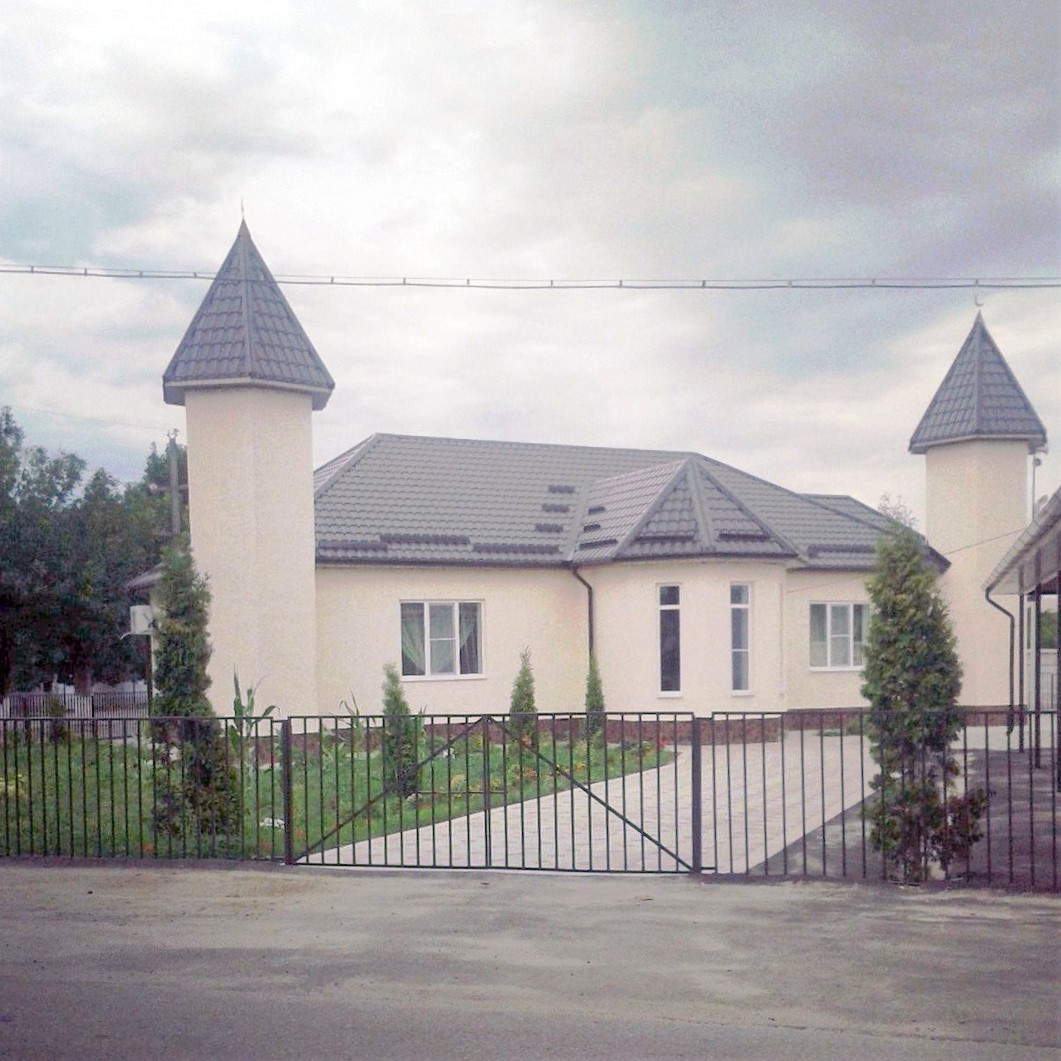
Одна из мечетей села

- Нижняя (старая) мечеть — ул. Ленина, 145.
- Верхняя (новая) мечеть — ул. Ленина, 126.

## Культура
- Дом культуры

Общественно-политические организации: 
- Адыгэ Хасэ
- Совет ветеранов труда и войны

## Экономика
Сельское поселение является одним из наиболее экономически развитых в республике. На территории поселения действуют пять крупных предприятий и открытые рынки по продаже сельскохозяйственных продуктов.
Большую роль в экономике села играют арендные хозяйства и плодопитомники. Развито разведения фруктовых деревьев, в частности черешен, слив, абрикосов и др. На открытом грунте возделываются в основном клубника, малина, томаты и др. 
В пойме реки Черек большими темпами добываются камни. Вдоль левого берега реки, находятся несколько карьер, большинство из которых затоплены грунтовыми водами и ныне частично используются для разведения промысловых рыб.
К северо-западу от села, на противоположной (левой) стороне реки находится один из крупнейших птицефабрик республики.

## Улицы
На территории села зарегистрировано 19 улиц и 3 переулка:
Улицы:

| А. Иванова |
| Ашинова    |
| Борукаева  |
| Ватутина   |
| Горького   |
| Калмыкова  |
| Кирова     |

| Куашева     |
| Ленина      |
| Лермонтова  |
| Маирова     |
| Октябрьская |
| Почтовая    |

| Пушкина       |
| Свердлова     |
| Советская     |
| Х. Т. Иванова |
| Хапова        |
| Шогенцукова   |

Переулки:

| Куашева-Тупик 1 |

| Куашева-Тупик 2 |

| Куашева-Тупик 3 |

## Известные уроженцы
Родившиеся в Старом Череке:
- Куашев Бетал Ибрагимович — кабардинский поэт, переводчик, поэт-новатор, участник ВОВ.
- Борукаев Тута Магомедович — учёный-языковед, писатель, общественный и религиозный деятель.
- Иванов Хасан Талибович — Герой Советского Союза.
- Кудашев Эльбуздуко Канаметович — коллежский советник, меценат, просветитель.
- Сохроков Хаути Хазритович — заместитель Председателя Правительства КБР, член исполкома Международной Черкесской Организации («Адыгэ Хасэ»).
- Сохроков Анатолий Хазритович — профессор, доктор технических наук, заслуженный работник образования РФ. Ректор КБАПЛ.
- Тхазеплов Хасан Миседович — современный кабардинский поэт, заслуженный деятель культуры РФ. Главный редактор журнала «Литературная Кабардино-Балкария», возглавлял Союз писателей КБР.